# Dmitryvarlamovita
La dmitryvarlamovita és un mineral de la classe dels òxids que pertany al grup de la wolframita. Rep el nom de Dmitry Varlamov (n. 1965), investigador de l'Institut de Mineralogia Experimental D.S. Korzhinskii de l'Acadèmia de Ciències de Rússia, especialista en anàlisis de microsonda electrònica i coautor de diversos descobriments minerals nous i amb més d'un centenar de publicacions en camps com la mineralogia o la petrologia.

## Característiques
La dmitryvarlamovita és un òxid de fórmula química Ti₂(Fe³⁺Nb)O₈. Va ser aprovada com a espècie vàlida per l'Associació Mineralògica Internacional en el mes d'octubre de l'any 2023, i publicada pocs mesos després. Cristal·litza en el sistema ortoròmbic.
L'exemplar que va servir per a determinar l'espècie, el que es coneix com a material tipus, es troba conservat a les col·leccions del Museu Geològic A.A. Chernov, a Siktivkar, Rússia, amb el número de catàleg 317.

## Formació i jaciments
Va ser descoberta al dipòsit de Verkhne-Shugorsko, un dipòsit o forat de 100 m de profunditat situat a la part mitjana de la serralada de Timan, a la República de Komi (Rússia). Aquest indret és l'únic a tot el planeta on ha estat descrita aquesta espècie mineral.